# Mehmet Çeliku
Mehmet Çeliku (ur. 15 października 1936 w Elbasanie, zm. 30 grudnia 2020 w Tiranie) - albański pisarz i językoznawca, były rektor Uniwersytetu w Elbasanie. Był autorem ponad 200 tekstów językowych.

## Życiorys
Po ukończeniu studiów filologicznych na Uniwersytecie Tirańskim pracował jako pracownik naukowy w Akademii Nauk Albanii i w latach 1958-1973 w Instytucie Językoznawstwa i Literatury. W tym czasie badał dialekt gegijski.
W latach 1973–1992 pracował na Uniwersytecie w Elbasanie, a następnie do 1996 roku był jego rektorem.
Był również deputowanym do albańskiego parlamentu z ramienia Republikańskiej Partii Albanii.

## Tytuły[1]
- Wybitny Pracownik Nauki i Techniki (1987)
- Nauczyciel Ludu (1993)
- Honorowy Obywatel Elbasanu (2006)

## Wybrane prace naukowe[1]
- Sintaksa e gjuhës së sotme letrare shqipe (leksione) (1977)
- Tekst ushtrimesh të gjuhës shqipe, pjesa e dytë (1984)
- Gramatika e gjuhës shqipe, vëllimi II Sintaksa (1997)[2]
- Probleme të morfologjisë së gjuhës së sotme shqipe (1997)
- Format e pashtjelluara të foljes në gjuhën e sotme shqipe (2000)
- Gramatika praktike e gjuhës shqipe (2007)
- Tekst ushtrimesh për sintaksën e shqipes standarde (Pajisur me shënime teorike dhe me modele të zgjidhura) (2008)
- Institucione, autorë, vepra, intervista (2009)
- Sintaksë e gjuhës shqipe (Përbërësit sintaksorë), Vështrim i ri teorik (2012)
- Çështje të shqipes standarde (2014)
- Hyrje në metodologjinë e kërkimit shkencor (Shkencat gjuhësore) (2014)